# Isho Bar Noun
Mar Isho Bar Noun fut catholicos-patriarche de l'Église de l'Orient (« nestorienne ») entre 823 et 828. Il succéda à Timothée Ier.
Durant son bref catholicosat, il participa à une « présentation » de la théologie chrétienne devant un vizir. Ce dernier avait convoqué le théologien jacobite Abou-Raïta, l'évêque melkite Théodore Abu Qurrah ainsi que le nestorien Abd-Isho, que l'on identifie avec Isho Bar Noun